# Чайна свічка

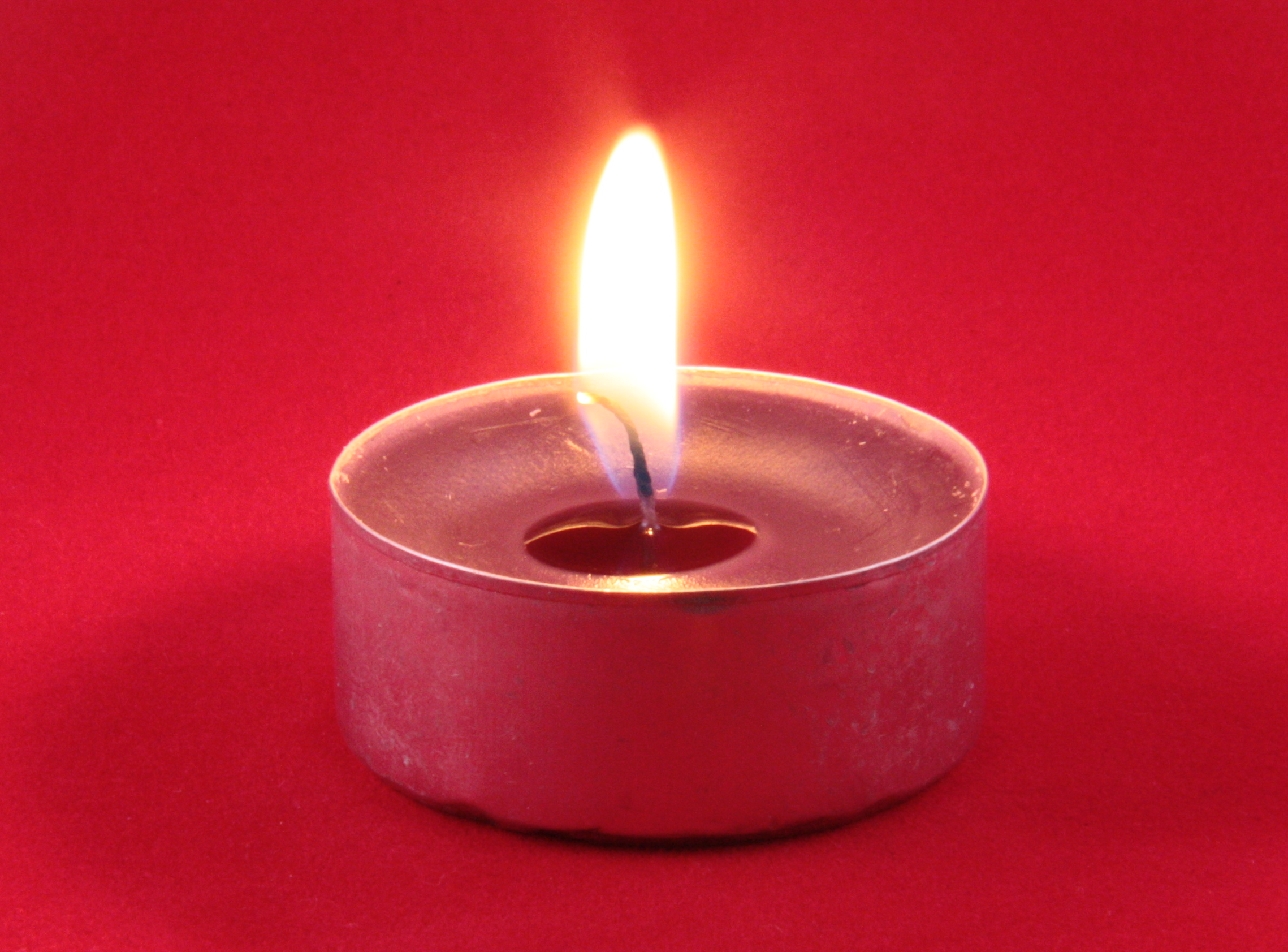
Щойно запалена чайна свічка, віск якої почав плавитись

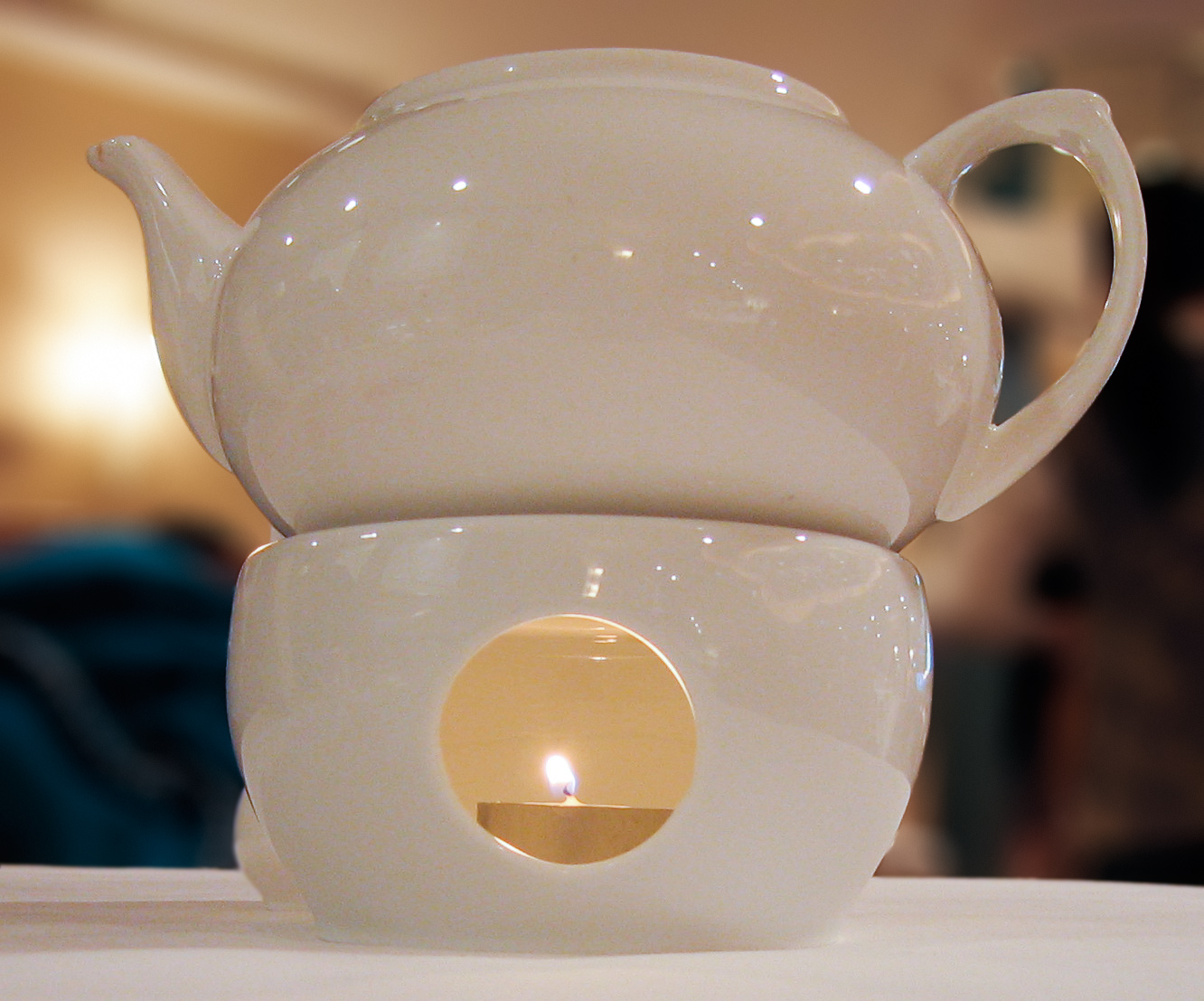
Свічка, що розігріває чайник

Чайна свічка (англ. tealight) — це свічка в тонкій металевій або пластиковій чашці, у якій віск може повністю розтанути під час горіння. Як правило, вони невеликі, круглі, зазвичай ширші за свою висоту і недорогі. Свою назву чайні свічки отримали завдяки застосуванню в підігріванні чайників, але також використовуються як підігрівачі їжі загалом, наприклад, для фондю.
Чайні свічки є вдалим рішенням для акцентного освітлення або для підігріву ароматичної олії. Перевага, яку вони мають порівняно з традиційними свічками, полягає в тому, що вони не капають. Чайні свічки можна поставити на воду для декоративного ефекту. Через їхній малий розмір і не велику яскравість, часто запалюють кілька чайних свічок одночасно. Чайні свічки з тривалим горінням називаються нічниками. Їх також використовують у релігійних цілях.

## Різновиди

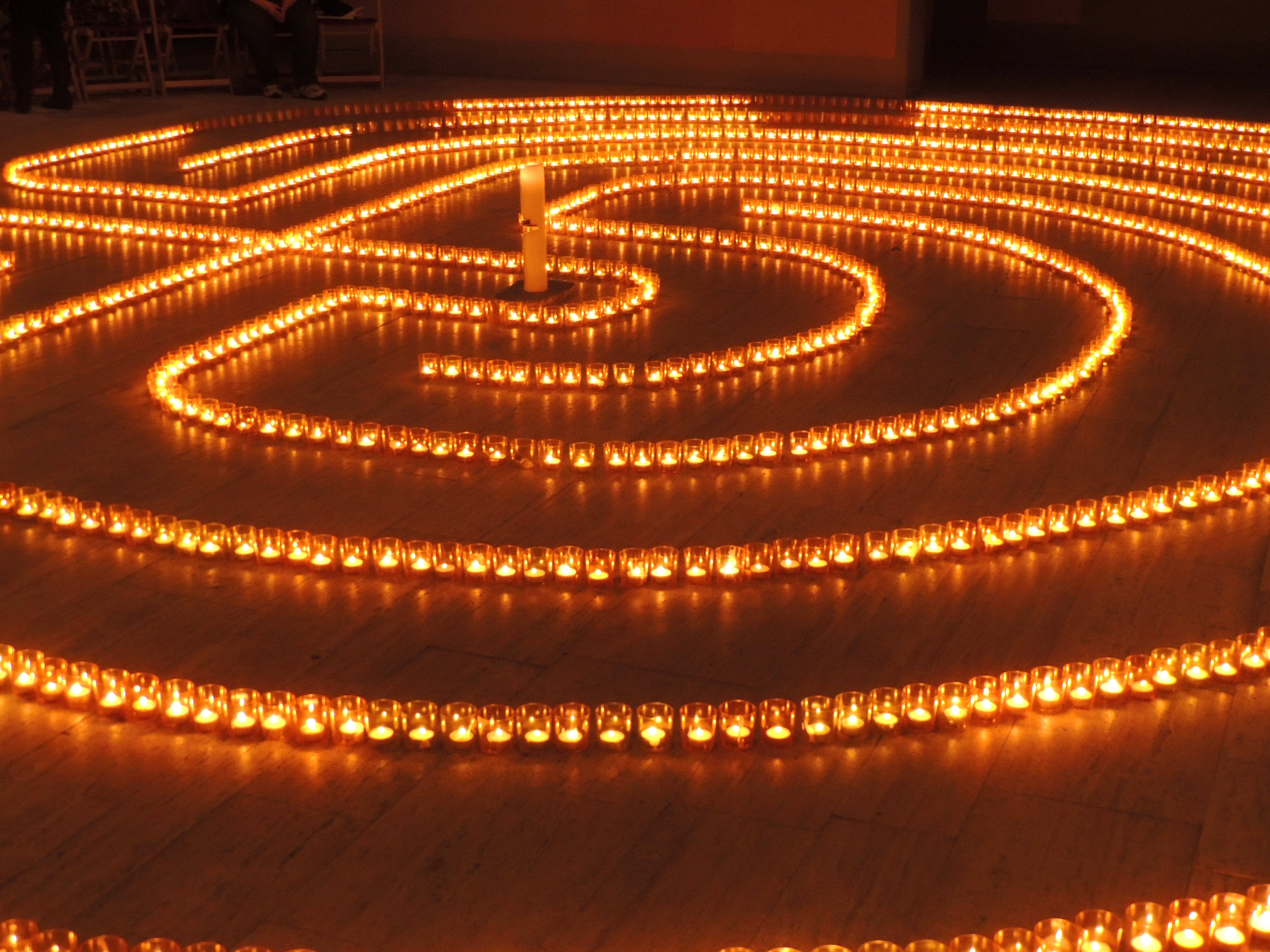
Адвент- лабіринт із 2500 палаючих чайних свічок біля Святого Хреста — Центр християнської медитації та духовності, Борнгайм, Німеччина

Чайні свічки можуть мати різні форми та розміри, малі й великі, а також різної тривалості горіння. Також чайні свічки можуть бути ароматизовані. Однак чайні свічки зазвичай невисокі та циліндричні, приблизно 38 мм (1,5 дюйм) в діаметрі на 16 мм (0,63 дюйм) висити, з білим воском без запаху.
Стандартна чайна свічка має вихідну потужність близько 32 Вт, що залежить також від використовуваного воску.
Чайні свічки мають свої переваги при в при використанні їх партіями по п'ятдесят і більше, наприклад, на вечірці. Перевага такого використання у тому, що вони дають мало диму та мають високу тривалість світіння.

## Дизайн
Конструкція свічки є простою та продуманою: гніт кріпиться до шматка металу, щоб він не сплив на поверхню розплавленого воску й не згорів раніше, ніж віск.
Дизайн Чайної свічки був захищений кількома патентами. У деяких випадках стандартну чашку з легкого металу було замінено прозорою пластиковою чашкою, іноді виготовленою з полікарбонатного пластику. Прозора чашка дає більше світла. Однак металеві чашки зустрічаються набагато частіше.

## Свічники

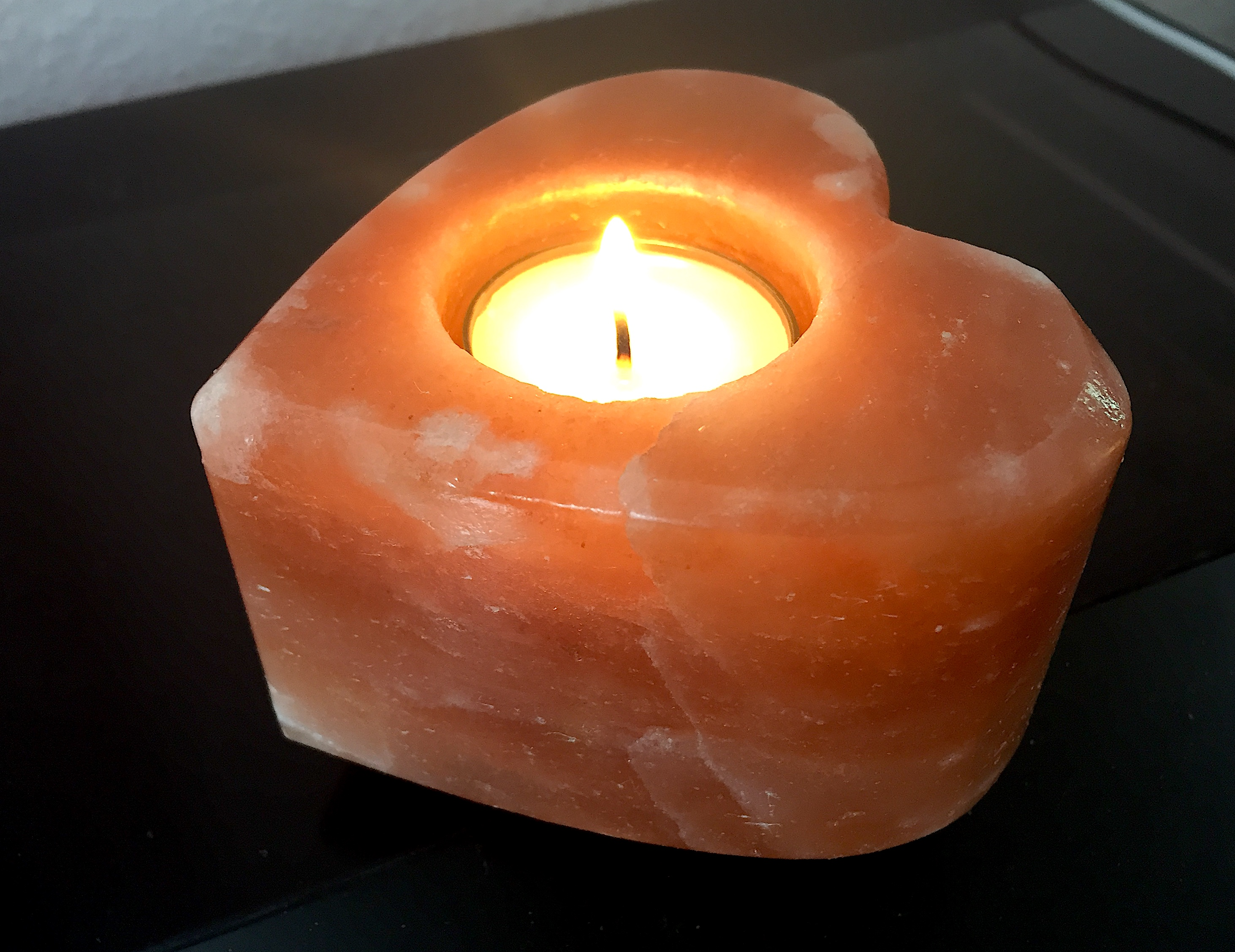
Підсвічник для чайних свічок у формі серця з гімалайської солі

Чайні свічки також можна ставити у спеціальні свічники, який може мати отвори або мати частково прозорі стінки, щоб пропускати світло.
Від невеликих свічників-підставок зі скла, металу, кераміки та інших матеріалів до більших, складніших чайних ламп, свічники доступні в широкому діапазоні стилів, кольорів і форм. У них є спеціальний штатний отвір відповідного розміру для чайної свічки, ароматизованої або звичайної. У дисконтних магазинах, сувенірних магазинах і магазинах домашнього декору часто є безліч підставок для цих маленьких свічок.

## Електричні чайні свічки
Все більш популярними стають електричні чайні свічки, оскільки нові технології стають доступними. Вони можуть мати лампи розжарювання або світлодіодні лампи, останній формат стає кращим, оскільки світлодіоди стають більш ефективними та яскравішими. Вони можуть бути різних кольорів, щоб створювати настрій, для декору або доповнювати дизайн. Деякі також можуть імітувати справжнє полум'я за допомогою різних механічних або електронних анімацій.
Електричні чайні свічки не можуть слугувати джерелом тепла, тому вони не підходять для нагрівання посуду чи підігрівання їжі.

## Безпека
Використання чайних свічок у певних приміщеннях може бути заборонено правилами пожежної безпеки, наприклад, у лікарнях.
Електричні чайні свічки є безпечними, на відміну від свічок із відкритим полум'ям, їх можна залишати без нагляду, оскільки вони не мають відкритого полум'я чи тепла, які можуть становити небезпеку. Це дозволяє розміщувати їх всередині конструкцій або у свічниках з паперу, дерева чи інших легкозаймистих матеріалів. Їх також можна зробити набагато меншими, щоб вони помістилися там, де не під силу великій чайній свічці з відкритим полум'ям.